# Куини, Томас
Томас Куини (крещён 26 февраля 1589, Стратфорд-на-Эйвоне, Уорикшир, Королевство Англия — умер примерно в 1662/63) — зять Уильяма Шекспира, муж его дочери Джудит. Был виноделом в Стратфорде. Обстоятельства брака, включая неправомерное поведение Куини, возможно, заставили Шекспира переписать завещание. Томас был вычеркнут из списка наследников, а Джудит получила дополнительные средства. В браке родились трое детей, но все они рано умерли. Томас Куини появляется в ряде художественных произведений, посвящённых его тестю.

## Биография
Томас Куини родился в Стратфорде (Уорикшир) и был крещён 26 февраля 1589 года в церкви Святой Троицы. Он стал одним из 11 детей Ричарда и Элизабет Куини; в числе его братьев и сестёр источники упоминают Ричарда, ставшего бакалейщиком в Лондоне, Мэри, жену викария Харбери Ричарда Уоттса, и Элизабет, жену Уильяма Чандлера. О посещении Томасом местной школы ничего не известно, но его образования оказалось достаточно, чтобы немного писать по-французски, вести дела и занимать муниципальные должности.
Во взрослой жизни Куини занимался виноделием и табачной торговлей. Известно, что его дважды штрафовали (за нецензурную брань и за то, что он позволил каким-то горожанам пить алкоголь в его доме), а однажды ему грозило судебное преследование за продажу некачественного вина. Однако в целом дела Куини шли хорошо, и он был уважаемым человеком. В 1617 году его выбрали бургомистром и констеблем, в 1621 — камергером.

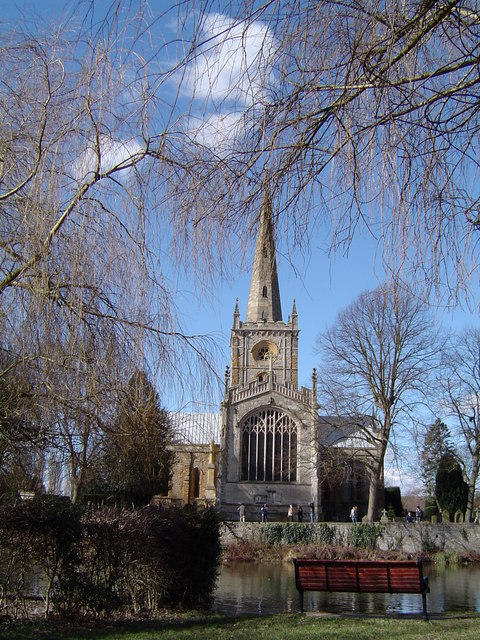
Церковь Святой Троицы в Стратфорде-на-Эйвоне, где венчались Томас Куини и Джудит Шекспир

10 февраля 1616 года Куини женился на Джудит Шекспир, дочери драматурга Уильяма Шекспира, который к тому времени забросил театральные дела и жил на своей родине, в Стратфорде. Венчал молодожёнов предположительно помощник священника Ричард Уоттс, позднее женившийся на сестре Томаса. Обряд прошёл во время Великого поста, когда свадьбы были под запретом. Куини в связи с этим вызвали в суд консистории в Вустере, но он не явился и примерно 12 марта был отлучён от церкви. Неизвестно, отлучили ли вместе с ним жену, но в любом случае наказание продлилось недолго: в ноябре того же года супруги были в церкви на крещении первенца.
На момент заключения брака в Стратфорде жила женщина по имени Маргарет Уиллер, беременная от Куини. Она умерла при родах вместе с ребёнком, и обоих похоронили 15 марта 1616 года. Эта история получила широкую огласку, Томас предстал перед судом и был приговорён за «плотское совокупление» к публичному покаянию, которое потом заменили штрафом в пять шиллингов. Исследователи полагают, что именно эти события могли заставить Уильяма Шекспира спешно изменить завещание 25 марта. Из документа были вычеркнуты слова «моему зятю» (vnto my sonne in L[aw]), вместо них появилось имя Джудит. Шекспир завещал дочери 100 фунтов стерлингов, а также дополнительно 50 фунтов, если она откажется от дома на Чапел-лейн, и 150 фунтов, если она или кто-либо из её детей будут живы спустя три года (из этих денег Джудит должна была получать только проценты). Куини мог получить эти деньги, только если бы даровал Джудит земли равной ценности.
Большая часть имущества Шекспира, включая его главный дом, Нью-Плейс, два дома на Хенли-стрит, участки земли в Стратфорде и его окрестностях, стала ординатом — неделимой собственностью. Она должна была перейти к старшей дочери Сюзанне и потомкам её сыновей по мужской линии, а в случае угасания этой ветви — к Джудит и её наследникам мужского пола. Многие исследователи полагают, что Шекспир разработал столь сложный порядок наследования, чтобы ничего не досталось  Куини, но есть и мнение, что Сюзанна просто была его любимым ребёнком.
Уильям Шекспир умер 23 апреля 1616 года. Куини назвал в честь покойного тестя своего старшего сына от Джудит, родившегося в ноябре того же года. Шекспир Куини умер в возрасте неполных шести месяцев (его похоронили 8 мая 1617 года), после него родились Ричард (крещен 9 февраля 1618 — похоронен 6 февраля 1639), которого могли назвать в честь деда и дяди по отцу, и Томас (крещен 23 января 1620 — похоронен 28 января 1639). Где именно жила семья Куини, неясно. Джудит владела домом отца на Чапел-лейн, а Томас арендовал таверну «Этвудс» на Хай-стрит. Дом на Чапел-лейн позже перешёл к сестре Джудит согласно отцовскому завещанию. Томас в июле 1616 года поменялся домами со своим зятем Уильямом Чендлером, разместив винодельню в верхней части дома на углу Хай-стрит и Бридж-стрит. Этот дом, известный под названием «Клетка», традиционно ассоциируется с семьёй Куини. В XX веке в нём какое-то время находился бар, позже — информационное бюро Стратфорда.
О большей части жизни Томаса Куини мало что известно. Джудит умерла в феврале 1662 года, а записи о смерти её мужа в сохранившихся документах нет. Он мог умереть в 1662 или 1663 году, когда приходские записи о погребении были неполны, или покинуть Стратфорд и умереть в другом месте.